# Michael Gaßner
Michael Gaßner, auch Michael Gassner (* 11. Mai 1805 in Nüziders, Vorarlberg; † 29. Juli 1883 in Brixen, Tirol), war ein altösterreichischer römisch-katholischer Prälat und von 1860 bis 1872 Rektor des Päpstlichen Instituts Santa Maria dell’Anima in Rom.

## Leben
Michael Gaßner, Sohn des Amtsschreibers Johann Anton Gaßner und der Hebamme Maria Anna, empfing nach seiner theologischen Ausbildung am 8. August 1834 in Brixen die Priesterweihe und trat zunächst in die Dienste des Grafen Carl von Lützow, der österreichischer Botschafters am päpstlichen Hof war. Er wirkte in Rom von 1842 bis 1846 als Erzieher der Kinder des Grafen. 1842 wurde er Mitglied der Erzbruderschaft zur schmerzhaften Muttergottes der Deutschen und Flamen  des Campo Santo Teutonico. Später wurde er Stadtpfarrer und ab 1855 Dechant in Bregenz. 1859 wurde er als Auditor an die Römische Rota berufen.
1860 wurde er von Kaiser Franz Joseph I. als Nachfolger von Alois Flir zum Rektor der Anima in Rom ernannt. Insbesondere reorganisierte er die Struktur und Aufbau der Anima. Grundlage dafür war das Breve „Praeclara instituta“ vom 15. März 1859 von Papst Pius IX. mit Einrichtung des Priesterkollegs und des Pilgerhospizes. 1863 wurde ein Studienkolleg mit vorläufig acht Priestern eröffnet. Ein Jahr später war er eingebunden in die Gründung des Katholischen Gesellenvereins in Rom, dem er die Räumlichkeiten in der Anima zur Verfügung stellte.
Am 6. August 1872 wurde er von Papst Pius IX. zum Dompropst am Brixner Dom ernannt.
Gaßner wurde mehrfach geehrt. Er war Hausprälat Seiner Heiligkeit, Apostolischer Protonotar (Protonotarius apostolicus ad instar participantium), Doktor der hl. Theologie, Träger des goldenen Verdienstkreuzes und weiterer Ehrungen.